# 北斗镇 (丰顺县)
北斗镇是广东省梅州市丰顺县所轄之一镇，位处榕江北河上游，北邻丰良镇，西连汤西镇。辖下有8个村委会。2007年总户数3,808户，总人口16,481人。

## 經濟
2007年，該镇农村社会总产值7,421.8万元人民幣，其中，工农业总产值為6682.8万元，镇财政收入215万元。农村人均收入3,697元%。全镇耕地面积5,930亩，其中水田2,589亩。2007年粮食总产量27吨。

## 行政区划
北斗镇下辖以下村级行政区划单位
北斗村、庆瑶村、下溪村、茜坑村、十荷村、才口村、桐栋村和桐新村。